# Gerhard Schneider (Historiker)
Gerhard Schneider (* 5. September 1943 in Buchen (Odenwald)) ist ein deutscher Historiker und Geschichtsdidaktiker. Er hat die Disziplin Geschichtsdidaktik seit ihrer Konstituierungsphase Anfang der 1970er Jahre bis zu seiner Emeritierung im Jahr 2008 als Professor in Hannover und Freiburg, als Herausgeber und Autor zahlreicher Standardwerke zu Fragen der Geschichtsdidaktik und des Geschichtsunterrichts und als Vorsitzender der Konferenz für Geschichtsdidaktik entscheidend begleitet, geprägt und gestaltet. Neben seinen geschichtsdidaktischen Arbeiten hat er immer wieder auch fachwissenschaftliche Untersuchungen, zu Fragen der Mentalitäts- und Kulturgeschichte des Ersten Weltkriegs und insbesondere zur hannoverschen Stadt- und niedersächsischen Landesgeschichte veröffentlicht.

## Leben und wissenschaftliches Wirken

### Studium
Aufgewachsen in dem nordbadischen Kleinstädtchen Adelsheim, besuchte Schneider dort von 1949 bis 1953 die Grundschule. 1953 wechselte er auf das Realgymnasium in Buchen, wo er 1962 das Abitur bestand. Nach seiner Bundeswehrzeit studierte er von 1964 bis 1969 an der Universität Heidelberg die Fächer Geschichte, Französisch und Politische Wissenschaft. Ein Studienjahr (1966/67) verbrachte er an der Universität Caen. Nach dem 1. Staatsexamen für das Lehramt an Gymnasien (1969) folgte bis 1971 ein Promotionsstudium in Heidelberg bei Peter Classen. Im selben Jahr erhielt er an der Erziehungswissenschaftlichen Hochschule Rheinland-Pfalz Abt. Landau eine Stelle als Wissenschaftlicher Assistent im Fach Geschichte. 1972 wurde er bei Peter Classen mit einer Arbeit über das Westfrankenreich im späten 9. Jahrhundert promoviert. 1980 wurde Schneider zum Professor für Geschichte und ihre Didaktik am Fachbereich Erziehungswissenschaft der Universität Hannover ernannt. Zuvor hatte er seit 1975 an der Pädagogischen Hochschule Niedersachsen Abt. Hannover eine Hochschuldozentur inne.

### Wissenschaftliches Wirken
Seine Assistentenzeit fällt in die frühe Phase der sich gerade entwickelnden Geschichtsdidaktik, die für die nächsten Jahrzehnte Schneiders Betätigungsfeld werden sollte. An der ersten großen Geschichtsdidaktik-Tagung in Göttingen im Oktober 1973 nahm Schneider teil und hielt dort ein kurzes Referat. In Göttingen wurde von jüngeren Vertretern (Ursula Becher, Klaus Bergmann, Werner Boldt, Annette Kuhn, Ulrich Mayer, Hans Müller, Hans-Jürgen Pandel, Gerhard Schneider u. a.) der Plan gefasst, in Konkurrenz zu der etablierten Zeitschrift Geschichte in Wissenschaft und Unterricht eine Reformzeitschrift für die im Werden begriffene Disziplin Geschichtsdidaktik zu gründen. Joachim Radkau und Schneider gelang es, den Schwann-Verlag Düsseldorf für dieses Projekt zu interessieren. 1976 erschienen die ersten Hefte der Zeitschrift Geschichtsdidaktik unter der Herausgeberschaft von Klaus Bergmann, Werner Boldt, Annette Kuhn, Jörn Rüsen und Gerhard Schneider. Bald folgte zur Zeitschrift eine Schriftenreihe Studien und Materialien.
An der Öffnung der Disziplin Geschichtsdidaktik über den Geschichtsunterricht hinaus in die Alltagswelt war Schneider mit Arbeiten zur Museumsdidaktik (Geschichte lernen im Museum, zusammen mit Annette Kuhn 1978), zur Geschichte in der Werbung (1982/83), zur trivialen und populärwissenschaftlichen Literatur über Nationalsozialismus und Weltkrieg (1979), zu Kriegerdenkmälern als Geschichtsquellen (1979) beteiligt. Den ersten Band Frauen in der Geschichte (1979, 3. Aufl. 1984) hat Schneider gemeinsam mit Annette Kuhn herausgegeben. Von 1977 bis 2004 war Schneider in verschiedenen Funktionen (wissenschaftlicher Beirat, Zentrale Jury, Mitbegründer der Regionaljury Sachsen-Anhalt 1990) dem „Schülerwettbewerb Deutsche Geschichte um den Preis des Bundespräsidenten“ verbunden.
Parallel zur Zeitschrift Geschichtsdidaktik erschienen nach und nach das sehr erfolgreiche, von Bergmann, Kuhn, Rüsen und Schneider herausgegebene Handbuch der Geschichtsdidaktik (zunächst 2 Bände 1979, ab 3. Aufl. in einem Band, 5. Aufl. 1997), ferner das von Schneider mit Klaus Bergmann herausgegebene Handbuch Gesellschaft – Staat – Geschichtsunterricht. Beiträge zu einer Geschichte der Geschichtsdidaktik und des Geschichtsunterrichts von 1500 bis 1980 (1982) und das von Hans-Jürgen Pandel und Gerhard Schneider herausgegebene Handbuch Medien im Geschichtsunterricht (1985, 2. Aufl. 1986). Von Autoren aus dem Umfeld der Zeitschrift Geschichtsdidaktik wurden ferner einige historische Lesebücher veröffentlicht: Klaus Bergmann, Gerhard Schneider: Gegen den Krieg, 2 Bde., 1982; Hans-Dieter Schmid, Gerhard Schneider, Wilhelm Sommer: Juden unterm Hakenkreuz, 2 Bde. (1983); Klaus Bergmann, Gerhard Schneider: 1945. Ein Lesebuch (1985). 1980 wurde Schneider auf eine Professur für Geschichte und ihre Didaktik am Fachbereich Erziehungswissenschaft der Universität Hannover berufen.
Als die Zeitschrift Geschichtsdidaktik 1987 an den Friedrich-Verlag verkauft wurde und dann in neuem Gewand als in erster Linie praxisorientierte Zeitschrift unter dem Titel „Geschichte lernen“ erschien, war Schneider nicht mehr unter den Herausgebern. Seine geschichtsdidaktischen Aktivitäten dauerten aber fort. So war er von 1985 bis 1989 Bundesvorsitzender der Konferenz für Geschichtsdidaktik, des wissenschaftlichen Fachverbandes der Geschichtsdidaktiker Deutschlands. In dieser Zeit war er bemüht, die Kontakte zu den Fachkollegen in der DDR zu intensivieren, die er bereits mehr als zehn Jahre zuvor während seiner zahlreichen Aufenthalte am Zentralarchiv der DDR Dienststelle Merseburg angebahnt und – vor allem mit Karlheinz Jackstel (Halle) – seitdem intensiviert hatte. Tatsächlich gelang es ihm, für die Jahrestagung der Konferenz für Geschichtsdidaktik Anfang Oktober 1989 in Ludwigsburg, also in die beginnende Wendezeit, mit Horst Diere (Universität Halle) einen führenden Geschichtsmethodiker der DDR als Referent zu gewinnen.
In diese Zeit fällt auch Schneiders Teilnahme an Tagungen der von Reinhart Koselleck geleiteten und inspirierten Kolloquien zum Kriegstotenkult, aus der auf Anregung von Koselleck Schneiders umfangreiche Dokumentation über die Kriegerdenkmale in Hannover hervorging.
1994 erhielt Schneider zwei Rufe: auf die dort neu einzurichtende Professur für Geschichtsdidaktik an der Humboldt-Universität zu Berlin und auf eine Professur für Geschichte und ihre Didaktik an der Pädagogischen Hochschule in Freiburg. Schneider entschied sich für Freiburg.
Schneiders geschichtsdidaktische Aktivitäten wurden noch einmal beflügelt, nachdem es Hans-Jürgen Pandel (Universität Halle) 1996/97 gelang, den Wochenschau-Verlag (damals Schwalbach, heute Frankfurt am Main) für geschichtsdidaktische Veröffentlichungen zu interessieren. Pandel reaktivierte seine alten Kollegen und Freunde Klaus Bergmann, Ulrich Mayer und G. Schneider; gemeinsam haben sie im Wochenschau-Verlag mehrere Schriftenreihen, Handbücher, Monographie, Sammelbände zur Geschichtsdidaktik begründet und selbst zahlreiche Veröffentlichungen zur modernen Geschichtsdidaktik vorgelegt; darunter 1999 das von Pandel und Schneider neu konzipierte Handbuch Medien im Geschichtsunterricht, das 2004 von Schneider gemeinsam mit Ulrich Mayer und Hans-Jürgen Pandel herausgegebene Handbuch Methoden im Geschichtsunterricht, und das 2006 erschienene Wörterbuch Geschichtsdidaktik, herausgegeben von Mayer, Pandel, Schneider und Bernd Schönemann. 1999 legte Schneider ferner das sehr erfolgreiche Bändchen Gelungene Einstiege vor.
Neben seinen geschichtsdidaktischen Arbeiten hat Schneider – verstärkt seit seiner Pensionierung im Jahr 2008 – stets auch fachwissenschaftliche Untersuchungen, vor allem zur hannoverschen Stadtgeschichte und zur niedersächsischen Landesgeschichte, veröffentlicht. So erschienenen von ihm seit 1989 im Niedersächsischen Jahrbuch für Landesgeschichte, in den Hannoverschen Geschichtsblättern und in verschiedenen Sammelbänden mehr als zwanzig Artikel, ferner einige Monografien, darunter zuletzt eine Studie über die etwa vierzig Besuche der Kaiser Wilhelms I. und Wilhelms II. in Hannover (2016) und eine umfangreiche Arbeit über Hindenburg in Hannover 1919–1925 (2019). Bemerkenswert erscheint noch, dass Schneider in mehreren Artikeln und in einer Monografie auf zwei fast vollständig in Vergessenheit geratene Massenaktionen im Ersten Weltkrieg hingewiesen hat: Die Errichtung von sog. Heldenhainen seit Ende 1914 und die Nagelung sog. Kriegswahrzeichen seit 1915 in zahlreichen deutschen Gemeinden; in seiner umfangreichen Monografie In eiserner Zeit. Kriegswahrzeichen im Ersten Weltkrieg (2013) weist Schneider die Existenz von mehr als 1000 solcher Nagelungsobjekten in deutschen Städten, Dörfern, Weilern, Rittergütern usw. nach.

## Schriften (Auswahl)

### Geschichtsdidaktik
- als Herausgeber: Die Quelle im Geschichtsunterricht. Beiträge aus Theorie und Praxis. Auer, Donauwörth 1975.
- als Herausgeber (mit Klaus Bergmann, Annette Kuhn, Jörn Rüsen): Handbuch der Geschichtsdidaktik, 2. Bde. Schwann, Düsseldorf 1979 (2. Aufl. 1980; 3. völlig neu bearbeitete und ergänzte Aufl. in einem Band 1985; 4. unveränd. Aufl. 1992; 5. überarb. Aufl. 1997).
- als Herausgeber (mit Klaus Bergmann): Gesellschaft – Staat – Geschichtsunterricht. Beiträge zu einer Geschichte der Geschichtsdidaktik und des Geschichtsunterrichts von 1500–1980. Schwann, Düsseldorf 1982.
- als Herausgeber (mit Hans-Jürgen Pandel): Medien im Geschichtsunterricht. Wochenschau-Verlag, Schwalbach/Ts. 1999 (7. Aufl. 2017).
- als Herausgeber (mit Ulrich Mayer, Hans-Jürgen Pandel): Methoden im Geschichtsunterricht. Wochenschau-Verlag, Schwalbach/Ts. 2004 (5. Aufl. 2016).
- als Herausgeber (mit Ulrich Mayer, Hans-Jürgen Pandel, Bernd Schönemann): Wörterbuch Geschichtsdidaktik. Wochenschau-Verlag, Schwalbach/Ts. 2006 (3. Aufl. 2014).
- Gelungene Einstiege. Voraussetzung für erfolgreiche Geschichtsstunden. Wochenschau-Verlag, Schwalbach/Ts. 1999 (8. Aufl. 2018).
- Transfer. Ein Versuch über das Anwenden und Behalten von Geschichtswissen. Wochenschau-Verlag, Schwalbach/Ts. 2009.

### Fachwissenschaft
- "... nicht umsonst gefallen"? Kriegerdenkmäler und Kriegstotenkult in Hannover. Hahn, Hannover 1991.
- Politische Feste in Hannover (1866–1918). Teil I: Die Feste der Arbeiter. Hahn, Hannover 1995.
- In eiserner Zeit. Kriegswahrzeichen im Ersten Weltkrieg. bd-Edition, Schwalbach/Ts. 2013.
- Kaiserbesuche. Wilhelm I. und Wilhelm II. in Hannover 1868–1914. Eine Dokumentation. Wehrhahn, Hannover 2016.
- Hindenburg in Hannover. 1919–1925. Wehrhahn, Hannover 2019.
- Vor dem Großen Krieg. Hannover im Sommer 1914. Eine Dokumentation. Wehrhahn, Hannover 2021.
- Die „Spanische Grippe“ in Hannover 1918. Wehrhahn, Hannover 2024.
- als Herausgeber: „Ew. Kaiserlichen und Königlichen Majestät allerunterthänigster Diener“. Briefe Georg Ernst Hinzpeters an Kaiser Wilhelm aus den Jahren 1897–1906 (= 27. Sonderveröffentlichung des Historischen Vereins für die Grafschaft Ravensberg e. V.), Bielefeld 2023.